# Humanistpartiet
Humanistpartiet (islandsk: Húmanistaflokkurinn og indtil 1995 Flokkur mannsins, dvs. Menneskenes Parti) er et islandsk politisk parti, der stiftedes 25. juni 1984 som en aflægger af det internationale Humanistiske Parti, der har afdelinger i over 40 lande i Europa og Latinamerika.
Partiet arbejder for et antikapitalistisk og fællesskabsorienteret samfund, der "sætter menneskelige værdier over økonomiske".
Humanistpartiet oprettedes af den sociale organisation Samhygð, der blev grundlagt i 1979 som den islandske afdeling af den internationale humanistbevægelse. Dets første formand var Julius Valdimarsson fra Samhygð.
Partiet opstillede til Altinget ved valgene i 1987, 1991, 1999 og 2013. Partiet har desuden opstillet til borgerrepræsentationen i Reykjavík ved kommunalvalgene i 1986, 1990, 1998 og 2002. Partiet støttede Sigrún Þorsteinsdóttirs kandidatur ved præsidentvalget i Island 1988.
Ved altingsvalget i 2016 opnåede partiet 33 stemmer, hvilket var ny bundrekord ved et islandsk valg. Partiet opstillede ikke ved altingsvalget i 2017.

## Valgresultater

### Altinget
| Valgår | stemmetal | andel af stemmer | vundne mandater | ± |
| ------ | --------- | ---------------- | --------------- | - |
| 1987   | 2 434     | 1,6              | 0 / 63          | 0 |
| 1999   | 742       | 0,4              | 0 / 63          | 0 |
| 2013   | 126       | 0,07             | 0 / 63          | 0 |
| 2016   | 33        | 0,02             | 0 / 63          | 0 |